# Soumission librement consentie
Pour les articles homonymes, voir Soumission.
La soumission librement consentie est la traduction de Robert-Vincent Joule et Jean-Léon Beauvois (1987) d'un concept de psychologie sociale (Compliance without pressure) introduit par Jonathan L. Freedman et Scott C. Fraser en 1966 pour décrire la conséquence d'un procédé de persuasion qui conduit à donner l'impression aux individus concernés qu'ils sont les auteurs de certaines décisions. De cette manière, une personne pourrait ainsi modifier son comportement, ses objectifs et ses choix avec le sentiment d'être responsable de ces modifications.

## Description
Cette « responsabilisation » a pour objectif de conduire une personne à prendre plus rapidement et plus facilement une décision qui peut ou non lui être bénéfique mais qui est surtout favorable à celui qui use de cette méthode. Ce procédé s'apparente à une manipulation mentale, d'autant plus qu'elle fait usage de pression pour arriver à ses fins.
Il existe des méthodes agressives de vente directe, par exemple, qui utilisent l'affirmation répétée à l'acheteur potentiel qu'il est libre de prendre la décision d'un achat ou de le rejeter, de changer d'avis, tout en l'amenant par un effet d'entonnoir à approuver cet achat par une succession de questions/réponses préparées. Le désir de l'acheteur potentiel de donner une cohérence à ses propres réponses peut le contraindre à faire un achat dont il n'avait ni l'envie, ni le besoin.
Néanmoins, ce procédé peut également être utilisé dans une approche de vente bienveillante.
L'étude de ce procédé entre dans le cadre plus large de la psychologie de l'engagement.